# Henry Burt Wright
Henry Burt Wright (1877–1923) foi um professor americano da Universidade de Yale cujos escritos influenciaram, entre outros, Frank Buchman e, subsequentemente, o trabalho que ele desenvolveu sob o nome de Grupo de Oxford, posteriormente chamado de Rearmamento Moral.

## Biografia
Henry Burt Wright nasceu em 29 de janeiro de 1877, em New Haven, Connecticut. Ele era o segundo filho de Henry Parks Wright, o primeiro reitor da Universidade de Yale, e de Martha Burt.
Sua carreira acadêmica incluiu um BA em 1898 e um PhD em 1903, ambos de Yale. Ele foi tutor de grego e latim em Yale de 1903 a 1906, instrutor de 1906 a 1907, professor assistente de história romana e literatura latina de 1908 a 1911, professor assistente de história de 1911 a 1914 e, de 1914 em diante, professsor de Métodos Cristãos na Yale Divinity School, onde deu aulas a Stephen M Clement.
Enquanto estudava, ele foi secretário da Associação Cristã de Moços de Yale, entre 1898 e 1901. Ele também foi capelão do exército da Associação Cristã de Moços em Camp Deven, entre 1917 e 1918. Henry casou-se com Josephine L. Hayward em 24 de julho de 1907. Ele morreu em Oakham no dia 27 de dezembro de 1923. 

## Legado
Embora Henry Burt Wright seja citado como tendo tido uma forte influência sobre milhares de estudantes na Universidade de Yale, sua influência foi ampliada com a publicação de seu livro The Will of God and A Man's Lifework (Association Press, 1924). O livro já tinha sido protegido por direitos autorais desde 1909. Seus estudos foram originalmente preparados por leigos para atender às necessidades dos alunos da Associação de Aulas Bíblicas para Idosos dos Departamentos Acadêmicos e Científicos da Universidade de Yale.
Vários escritores apontaram que Henry B. Wright foi uma das maiores influências no fundador do Grupo de Oxford, o Doutor Frank ND Buchman. Enquanto morava em Hartford, ensinando e reunindo sua equipe, Buchman costumava viajar quatro horas, uma vez por semana, para assistir às palestras de Wright em Yale. Muitas das idéias posteriormente promovidas por Buchman parecem ter sido emprestadas ou inspiradas nas de Wright.
A cadeira de teologia sistemática da Yale Dininity School foi nomeada em sua homenagem. O atual titular da cadeira de Teologia Sistemática Henry B. Wright da Universidade de Yale é o teólogo protestante croata Miroslav Volf.